# Хоробрівська сільська рада
Хоробрівська сільська рада — колишній орган місцевого самоврядування у Сокальському районі Львівської області. Адміністративний центр ради — село Хоробрів.

## Населені пункти
Сільській раді підпорядковані населені пункти:
- с. Хоробрів
- с. Ниновичі
- с. Нісмичі
- с. Угринів

## Склад ради
Рада складається з 16 депутатів та голови.

### Керівний склад попередніх скликань
| ПІБ                      | Основні відомості                                                                       | Дата обрання | Дата звільнення |
| ------------------------ | --------------------------------------------------------------------------------------- | ------------ | --------------- |
| Сава Володимир Йосипович | Сільський голова, 1962 р.н., освіта, безпартійний                                       | 26.03.2006   | 31.10.2010      |
| Сава Володимир Йосипович | Сільський голова, 1962 р.н., освіта вища, член Всеукраїнського об'єднання «Батьківщина» | 31.10.2010   |                 |

Примітка: таблиця складена за даними джерела